# La tenda nera (film 1956)
La tenda nera (The Black Tent) è un film del 1956 diretto da Brian Desmond Hurst.